# Edifici de Correus de Maputo
L'Edifício dos Correios de Maputo és un immoble edificat en 1903, on es trobava la principal estació de correus de Maputo i seu de l'empresa pública Correios de Moçambique.
L'edifici, localitzat a l'Avenida 25 de Setembro, fou projectat per l'arquitecte Carlos Roma Machado. CTT Correios de Portugal fou la responsable del correu i de les telecomunicacions a l'Àfrica Oriental Portuguesa i tenia la seu a aquest edifici fins a la independència de Moçambic en 1975. Com que el servei postal a Moçambic és limitat l'edifici és compartit amb el proveïment d'aigua govern i pel Banc BCI.